# Laarbeek (gemeente)

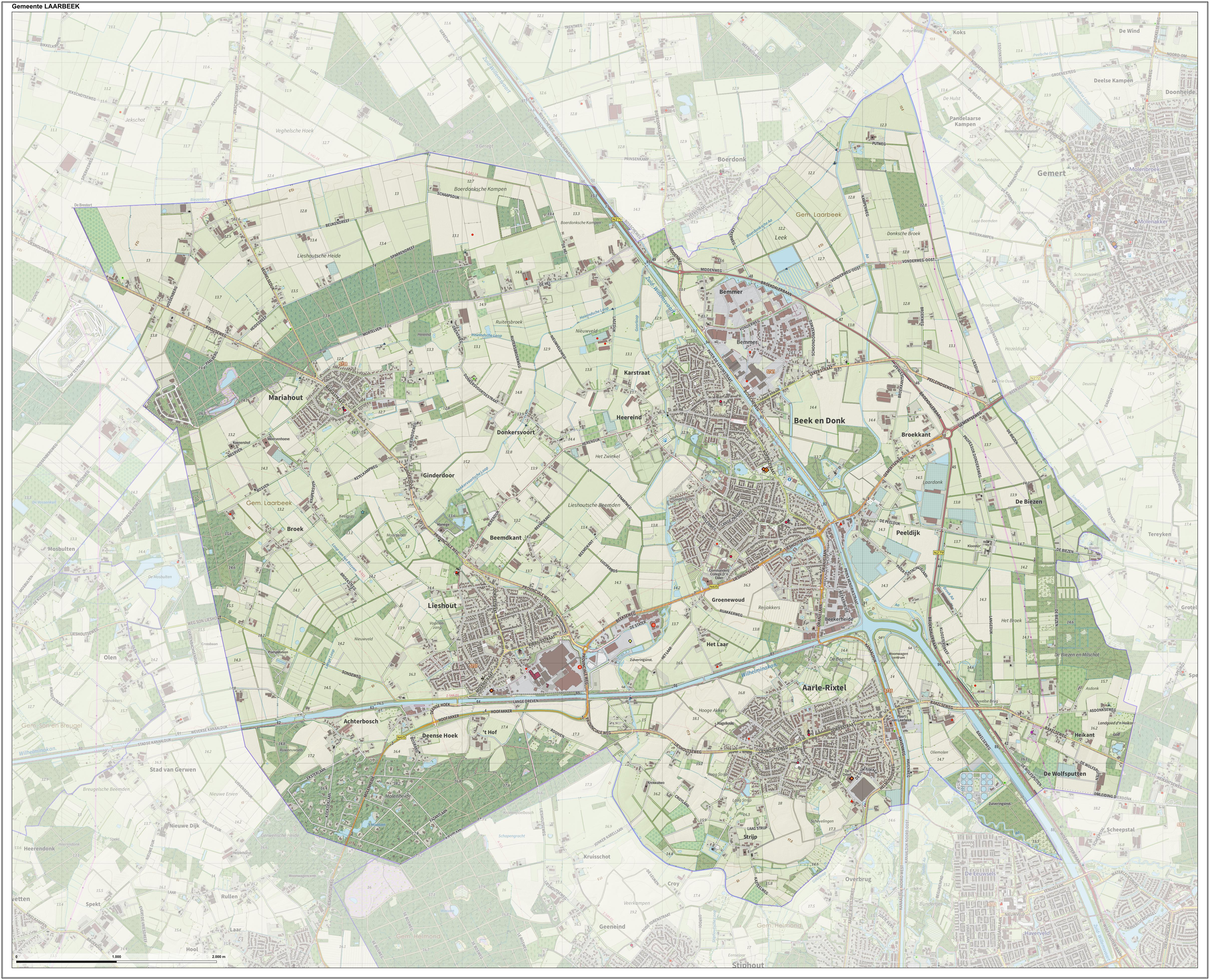
Topografische gemeentekaart van Laarbeek

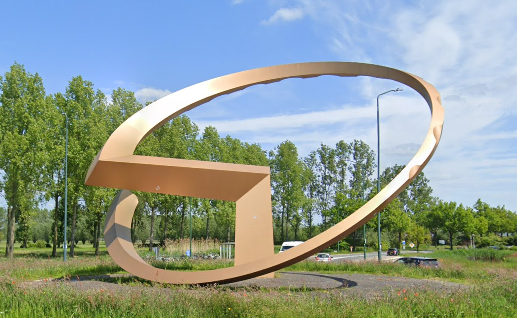
Het kunstwerk Accretio symboliseert de samensmelting van de voormalige gemeenten Aarle-Rixtel, Beek en Donk en Lieshout tot de gemeente Laarbeek

Laarbeek (uitspraakⓘ) is een gemeente in de Nederlandse provincie Noord-Brabant, deels gelegen in de Meierij van 's-Hertogenbosch en deels in de Peelrand. De gemeente is op 1 januari 1997 ontstaan door de samenvoeging van de voormalige gemeenten Aarle-Rixtel, Beek en Donk en Lieshout (waar ook het kerkdorp Mariahout bij hoorde). Het gemeentehuis staat in Beek en Donk. De gemeente telt 23.220 inwoners (22 november 2024, bron: CBS). In totaal zijn dit 9.011 huishoudens (11 december 2015, bron: CBS). Laarbeek heeft een oppervlakte van 55,86 km² (waarvan 0,21 km² water). De gemeente Laarbeek maakt deel uit van de Metropoolregio Eindhoven. In de gemeente bevindt zich het natuurgebied Biezen en Milschot, dat eigendom is van Staatsbosbeheer.

## Etymologie
De gemeentenaam 'Laarbeek' is op 8 maart 1994 gekozen uit vele namen. De inwoners van de voormalige gemeenten waaruit Laarbeek gevormd is, konden zelf een nieuwe naam voor de gemeente inzenden. Zo had de gemeente nu ook Groenewoud, Bextelhout, Grotendonk, Laarlanden of Beek en Donk kunnen heten.
De naam Laarbeek is een samenvoegsel van de termen 'Laar' (naar het gehucht Het Laar, dat het centrum van de gemeente vormt) en 'beek' (een verwijzing naar de verschillende beken die de gemeente doorkruisen zoals de Aa en de Goorloop).
De samensmelting tot Laarbeek wordt gesymboliseerd door het kunstwerk Accretio.
De naam Laarbeek bestaat tevens uit delen van de vroegere gemeentenamen: De "L" verwijst naar Lieshout, "aar" naar Aarle-Rixtel en "beek" naar Beek en Donk.

## Kernen

### Dorpen
Inwoners per 1 januari 2023:
- Aarle-Rixtel (5.845)
- Beek en Donk (10.990)
- Lieshout (4.375)
- Mariahout (2.050)

### Buurtschappen/gehuchten
Achterbosch · Beemdkant · Bemmer · Broek · Broekkant · Deense Hoek · Donkersvoort · Ginderdoor · Groenewoud · Heereind · Hei · Heikant · Het Laar · 't Hof · Hool · Karstraat · Strijp

## Verkeer in Laarbeek
De Zuid-Willemsvaart doorkruist de gemeente in Beek en Donk en Aarle-Rixtel. Het Wilhelminakanaal vindt zijn oorsprong binnen de gemeente tussen Aarle-Rixtel en Beek en Donk en loopt via Lieshout en boven Eindhoven en Tilburg langs naar Oosterhout. De N279 ('s-Hertogenbosch - Veghel - Beek en Donk - Helmond - Asten - Meijel - Kessel) doorkruist bij Beek en Donk. De N272 van Beek en Donk naar Boxmeer loopt eveneens door Laarbeek. Vanuit Gerwen loopt de N615 via Lieshout naar Beek en Donk waar deze aansluit op de N272 en N279.

### Openbaar vervoer in Laarbeek
Laarbeek bestaat uit de zones 6545 (Beek en Donk), 6535 (Lieshout) en 6533 (Aarle-Rixtel) en valt onder de concessie Zuidoost-Brabant welke door de provincie Noord-Brabant (de concessieverlener) gegund is aan de Hermes. Laarbeek wordt aangedaan door drie streekbussen (waarvan twee rijden volgens het Bravodirect principe) en twee buurtbussen:
| Lijn | Route                                                                 | Vervoerder | Lijnsoort   | Bijzonderheden                         |
| ---- | --------------------------------------------------------------------- | ---------- | ----------- | -------------------------------------- |
| 25   | Gemert - Beek en Donk - Aarle-Rixtel - Helmond                        | Hermes     | Streekbus   |                                        |
| 259  | Beek en Donk - Lieshout - Gerwen - Nuenen                             | Hermes     | Buurtbus    | Rijdt niet 's avonds en in het weekend |
| 261  | Beek en Donk - Mariahout - Lieshout - Aarle-Rixtel - Helmond          | Hermes     | Buurtbus    | Rijdt niet 's avonds en in het weekend |
| 321  | Gemert - Beek en Donk - Lieshout - Nuenen - Eindhoven                 | Hermes     | Bravodirect | Rijdt niet 's avonds en in het weekend |
| 322  | Uden - Boekel - Gemert - Beek en Donk - Lieshout - Nuenen - Eindhoven | Hermes     | Bravodirect |                                        |

## Gemeenteraad
De gemeenteraad van Laarbeek telt 19 zetels. Hieronder staat de samenstelling van de gemeenteraad sinds 1998:
| Gemeenteraadszetels                | Gemeenteraadszetels | Gemeenteraadszetels | Gemeenteraadszetels | Gemeenteraadszetels | Gemeenteraadszetels | Gemeenteraadszetels | Gemeenteraadszetels |
| Partij                             | 1998                | 2002                | 2006                | 2010                | 2014                | 2018                | 2022                |
| ---------------------------------- | ------------------- | ------------------- | ------------------- | ------------------- | ------------------- | ------------------- | ------------------- |
| Partij Nieuw Laarbeek              | 4                   | 5                   | 6                   | 7                   | 9                   | 9                   | 6                   |
| De Werkgroep                       | 2                   | 2                   | 4                   | 4                   | 5                   | 4                   | 4                   |
| Algemeen Belang Laarbeek           | 4                   | 3                   | 2                   | 3                   | 3                   | 3                   | 4                   |
| CDA                                | 2                   | 3                   | 3                   | 3                   | 1                   | 2                   | 2                   |
| Ouderen Appèl - Hart voor Laarbeek | -                   | -                   | -                   | -                   | -                   | -                   | 2                   |
| PvdA                               | 2                   | 2                   | 3                   | 1                   | 1                   | 1                   | 1                   |
| VVD                                | 2                   | 2                   | -                   | 1                   | -                   | -                   | -                   |
| Dorpsbelangen                      | 2                   | 2                   | 1                   | -                   | -                   | -                   | -                   |
| GroenLinks                         | 1                   | -                   | -                   | -                   | -                   | -                   | -                   |
| Totaal                             | 19                  | 19                  | 19                  | 19                  | 19                  | 19                  | 19                  |
| Opkomst                            |                     |                     | 58,74%              | 53,76%              | 56,06%              | 55,47%              | 48,95%              |

## Geboren in Laarbeek
- Arnoldus Arlenius (1510-1582), humanist en classicus
- Piet van Thiel (1816-1894), industrieel
- Eustachius van Lieshout (1890-1943), zalig verklaard pater
- Martien Coppens (1908-1986), fotograaf
- Piet van den Biggelaar (1918 -1964), pater, omgebracht tijdens de simba opstand te Congo.
- Piet Damen (1934), wielrenner
- Johan Verschuuren (1935-2021), weerman
- Rieky Wijsbek (1940-2008), beeldhouwster
- Carlo van den Bergh (1947-2008), voetballer
- Wim Daniëls (1954), schrijver
- Ryan van den Akker (1960), actrice
- Eddy Bouwmans (1968), wielrenner
- Maurice Verberne (1971), voetballer
- Guus Meeuwis (1972), zanger
- Anke Engels (1974), actrice

## Monumenten
De gemeente telt een aantal rijksmonumenten, gemeentelijke monumenten en oorlogsmonumenten, zie:
- Lijst van rijksmonumenten in Laarbeek
- Lijst van gemeentelijke monumenten in Laarbeek
- Lijst van oorlogsmonumenten in Laarbeek

## Kunst in de openbare ruimte
In de gemeente Laarbeek zijn diverse beelden, sculpturen en objecten geplaatst in de openbare ruimte, zie:
- Lijst van beelden in Laarbeek

## Media

### Lokale krant
- De MooiLaarbeekKrant

### Lokale omroep
- Omroep PeelRand (radio, televisie en internet)

## Aangrenzende gemeenten
| Aangrenzende gemeenten | Aangrenzende gemeenten | Aangrenzende gemeenten | Aangrenzende gemeenten | Aangrenzende gemeenten |
| ---------------------- | ---------------------- | ---------------------- | ---------------------- | ---------------------- |
|                        |                        | Meierijstad            |                        |                        |
|                        |                        |                        |                        |                        |
| Nuenen c.a.            | Gemert-Bakel           |                        |                        |                        |
|                        |                        |                        |                        |                        |
|                        |                        | Helmond                |                        |                        |